# Bestand van Regensburg
Het Bestand van Regensburg (ook Verdrag van Regensburg of Vrede van Regensburg genoemd) maakte op 15 augustus 1684 een einde aan de Frans-Spaanse Oorlog (1683-1684). Het bestand werd op 15 augustus 1684 ondertekend in de dominicaanse abdij in de Beierse stad Regensburg. 
Het bestand werd gesloten tussen aan de ene kant koning Lodewijk XIV van Frankrijk en aan de andere kant keizer Leopold I van het Heilige Roomse Rijk en koning Karel II van Spanje. 
De definitieve overeenkomst stond het Lodewijk XIV toe om Straatsburg en  Luxemburg en een aantal andere gebieden twintig jaar in zijn bezit te houden. Een aantal andere door Frankrijk veroverde steden en gebieden, zoals Kortrijk en Diksmuide, die nu beide in het hedendaagse België liggen, moesten worden teruggegeven aan de Spaanse Nederlanden. Het bestand was geen definitieve vrede, maar een twintigjarig bestand.

## Voetnoten
1. ↑  Deze oorlog wordt door de Fransen ook wel de Herenigingsoorlog genoemd